# Alpinia jianganfeng
Alpinia jianganfeng är en enhjärtbladig växtart som beskrevs av Te Lin Wu. Alpinia jianganfeng ingår i släktet Alpinia och familjen Zingiberaceae. Inga underarter finns listade i Catalogue of Life.